# بطولة تونس للكرة الطائرة للرجال 1994-1995
بطولة تونس للكرة الطائرة للرجال 1994-1995 هو الموسم رقم 40 من بطولة تونس للكرة الطائرة للرجال.

فاز بهذا الموسم النجم الرياضي الساحلي.

## روابط خارجية
- الموقع الرسمي للجامعة التونسية للكرة الطائرة.